# Copa Libertadores 1992
Die Copa Libertadores 1992 war die 33. Auflage des wichtigsten südamerikanischen Fußballwettbewerbs für Vereinsmannschaften. 21 Mannschaften nahmen teil. Es nahmen jeweils die Landesmeister der CONMEBOL-Länder und die Zweiten teil. Das Teilnehmerfeld komplettierte Titelverteidiger CSD Colo-Colo. Das Turnier begann am 18. Februar und endete am 17. Juni 1992 mit dem Final-Rückspiel. Der brasilianische Vertreter FC São Paulo gewann das Finale gegen Newell’s Old Boys und damit zum ersten Mal die Copa Libertadores.

## Gruppenphase

### Gruppe 1
| Pl. | Verein                               | Sp. | S | U | N | Tore    | Diff. | Punkte |
| --- | ------------------------------------ | --- | - | - | - | ------- | ----- | ------ |
| 1.  | Newell’s Old Boys                    | 8   | 4 | 3 | 1 | 011:100 | +1    | 11     |
| 2.  | CD Universidad Católica              | 8   | 2 | 5 | 1 | 015:800 | +7    | 09     |
| 3.  | Club Atlético San Lorenzo de Almagro | 8   | 4 | 1 | 3 | 013:800 | +5    | 09     |
| 4.  | CSD Colo-Colo                        | 8   | 2 | 4 | 2 | 006:700 | −1    | 08     |
| 5.  | Coquimbo Unido                       | 8   | 1 | 1 | 6 | 006:180 | −12   | 03     |

|                                      |   |                                      | Hinspiel | Rückspiel |
| ------------------------------------ | - | ------------------------------------ | -------- | --------- |
| CSD Colo-Colo                        | - | Coquimbo Unido                       | 1:0      | 1:1       |
| CSD Colo-Colo                        | - | CD Universidad Católica              | 1:1      | 0:0       |
| Newell’s Old Boys                    | - | Club Atlético San Lorenzo de Almagro | 0:6      | 1:0       |
| Coquimbo Unido                       | - | CD Universidad Católica              | 3:2      | 1:5       |
| Club Atlético San Lorenzo de Almagro | - | CSD Colo-Colo                        | 1:0      | 0:1       |
| Newell’s Old Boys                    | - | Coquimbo Unido                       | 3:0      | 2:1       |
| Club Atlético San Lorenzo de Almagro | - | Coquimbo Unido                       | 3:0      | 1:0       |
| Newell’s Old Boys                    | - | CSD Colo-Colo                        | 3:1      | 1:1       |
| Newell’s Old Boys                    | - | CD Universidad Católica              | 1:1      | 0:0       |
| CD Universidad Católica              | - | Club Atlético San Lorenzo de Almagro | 4:0      | 2:2       |

### Gruppe 2
| Pl. | Verein        | Sp. | S | U | N | Tore    | Diff. | Punkte |
| --- | ------------- | --- | - | - | - | ------- | ----- | ------ |
| 1.  | Criciúma EC   | 6   | 4 | 1 | 1 | 013:700 | +6    | 09     |
| 2.  | FC São Paulo  | 6   | 3 | 2 | 1 | 011:500 | +6    | 08     |
| 3.  | Club Bolívar  | 6   | 2 | 2 | 2 | 009:900 | ±0    | 06     |
| 4.  | Club San José | 6   | 0 | 1 | 5 | 005:170 | −12   | 01     |

|               |   |               | Hinspiel | Rückspiel |
| ------------- | - | ------------- | -------- | --------- |
| Criciúma EC   | - | FC São Paulo  | 3:0      | 0:4       |
| Club Bolívar  | - | Club San José | 2:1      | 4:2       |
| Club San José | - | FC São Paulo  | 0:3      | 1:1       |
| Club Bolívar  | - | FC São Paulo  | 1:1      | 0:2       |
| Club San José | - | Criciúma EC   | 1:2      | 0:5       |
| Club Bolívar  | - | Criciúma EC   | 1:1      | 1:2       |

### Gruppe 3
| Pl. | Verein                      | Sp. | S | U | N | Tore    | Diff. | Punkte |
| --- | --------------------------- | --- | - | - | - | ------- | ----- | ------ |
| 1.  | Barcelona Sporting Club     | 6   | 4 | 2 | 0 | 011:300 | +8    | 10     |
| 2.  | Valdez SC                   | 6   | 2 | 2 | 2 | 005:400 | +1    | 06     |
| 3.  | Marítimo Caracas            | 6   | 1 | 2 | 3 | 005:800 | −3    | 04     |
| 4.  | Universidad de Los Andes FC | 6   | 1 | 2 | 3 | 004:100 | −6    | 04     |

|                          |   |                          | Hinspiel | Rückspiel |
| ------------------------ | - | ------------------------ | -------- | --------- |
| Marítimo Caracas         | - | Universidad de Los Andes | 1:2      | 0:0       |
| Barcelona Sporting Club  | - | Valdez SC                | 0:0      | 1:0       |
| Universidad de Los Andes | - | Valdez SC                | 0:2      | 1:1       |
| Marítimo Caracas         | - | Valdez SC                | 1:0      | 1:2       |
| Marítimo Caracas         | - | Barcelona Sporting Club  | 1:1      | 1:3       |
| Universidad de Los Andes | - | Barcelona Sporting Club  | 0:1      | 1:5       |

### Gruppe 4
| Pl. | Verein            | Sp. | S | U | N | Tore    | Diff. | Punkte |
| --- | ----------------- | --- | - | - | - | ------- | ----- | ------ |
| 1.  | Atlético Nacional | 6   | 4 | 1 | 1 | 015:400 | +11   | 09     |
| 2.  | América de Cali   | 6   | 4 | 0 | 2 | 008:700 | +1    | 08     |
| 3.  | Sporting Cristal  | 6   | 2 | 1 | 3 | 006:700 | −1    | 05     |
| 4.  | Sport Boys        | 6   | 0 | 2 | 4 | 004:150 | −11   | 02     |

|                   |   |                   | Hinspiel | Rückspiel |
| ----------------- | - | ----------------- | -------- | --------- |
| América de Cali   | - | Atlético Nacional | 1:1      | 0:3       |
| Sport Boys        | - | Sporting Cristal  | 0:2      | 0:2       |
| América de Cali   | - | Sport Boys        | 2:0      | 2:1       |
| Atlético Nacional | - | Sport Boys        | 2:2      | 6:0       |
| América de Cali   | - | Sporting Cristal  | 1:0      | 1:3       |
| Atlético Nacional | - | Sporting Cristal  | 1:0      | 3:0       |

### Gruppe 5
| Pl. | Verein              | Sp. | S | U | N | Tore    | Diff. | Punkte |
| --- | ------------------- | --- | - | - | - | ------- | ----- | ------ |
| 1.  | Club Cerro Porteño  | 6   | 3 | 3 | 0 | 009:400 | +5    | 09     |
| 2.  | Nacional Montevideo | 6   | 2 | 3 | 1 | 009:700 | +2    | 07     |
| 3.  | Defensor Sporting   | 6   | 1 | 2 | 3 | 007:900 | −2    | 04     |
| 4.  | Club Sol de América | 6   | 1 | 2 | 3 | 005:100 | −5    | 04     |

|                     |   |                     | Hinspiel | Rückspiel |
| ------------------- | - | ------------------- | -------- | --------- |
| Club Sol de América | - | Club Cerro Porteño  | 0:2      | 0:2       |
| Defensor Sporting   | - | Nacional Montevideo | 0:1      | 3:2       |
| Defensor Sporting   | - | Club Cerro Porteño  | 2:3      | 1:1       |
| Nacional Montevideo | - | Club Cerro Porteño  | 0:0      | 1:1       |
| Nacional Montevideo | - | Club Sol de América | 2:2      | 3:1       |
| Defensor Sporting   | - | Club Sol de América | 1:2      | 0:0       |

## Achtelfinale
|                                      | Gesamt          |                         | Hinspiel | Rückspiel |
| ------------------------------------ | --------------- | ----------------------- | -------- | --------- |
| Club Bolívar                         | 2:3             | Club Cerro Porteño      | 2:0      | 0:3       |
| CSD Colo-Colo                        | 1:2             | Barcelona Sporting Club | 1:0      | 0:2       |
| Criciúma EC                          | 5:3             | Sporting Cristal        | 2:1      | 3:2       |
| Nacional Montevideo                  | 0:3             | FC São Paulo            | 0:1      | 0:2       |
| Marítimo Caracas                     | 0:3             | Atlético Nacional       | 0:0      | 0:3       |
| CD Universidad Católica              | 0:1             | América de Cali         | 0:0      | 0:1       |
| Club Atlético San Lorenzo de Almagro | 2:2 (6:5 i. E.) | Valdez SC               | 2:0      | 0:2       |
| Defensor Sporting                    | 1:2             | Newell’s Old Boys       | 1:1      | 0:1       |

## Viertelfinale
|                                      | Gesamt          |                         | Hinspiel | Rückspiel |
| ------------------------------------ | --------------- | ----------------------- | -------- | --------- |
| Club Cerro Porteño                   | 2:2 (3:4 i. E.) | Barcelona Sporting Club | 1:1      | 1:1       |
| Criciúma EC                          | 1:2             | FC São Paulo            | 0:1      | 1:1       |
| Atlético Nacional                    | 2:5             | América de Cali         | 0:1      | 2:4       |
| Club Atlético San Lorenzo de Almagro | 1:5             | Newell’s Old Boys       | 0:4      | 1:1       |

## Halbfinale
|                         | Gesamt            |                   | Hinspiel | Rückspiel |
| ----------------------- | ----------------- | ----------------- | -------- | --------- |
| Barcelona Sporting Club | 2:3               | FC São Paulo      | 0:3      | 2:0       |
| América de Cali         | 2:2 (10:11 i. E.) | Newell’s Old Boys | 1:1      | 1:1       |

## Finale

### Hinspiel
| Newell’s Old Boys                                                   | Newell’s Old Boys | FC São Paulo | FC São Paulo |
| ------------------------------------------------------------------- | --- | --- | ------------ |
| Newell’s Old Boys                                                   | \| 10. Juni 1992 in Rosario, Argentinien (Estadio Gigante de Arroyito) \| \| Ergebnis: 1:0 (1:0) \| \| Zuschauer: 35.000 \| \| Schiedsrichter: Hernán Silva ( Chile) \| | \| 10. Juni 1992 in Rosario, Argentinien (Estadio Gigante de Arroyito) \| \| Ergebnis: 1:0 (1:0) \| \| Zuschauer: 35.000 \| \| Schiedsrichter: Hernán Silva ( Chile) \| | FC São Paulo |
| Newell’s Old Boys                                                   | Norberto Scoponi – Gustavo Raggio, Fernando Andrés Gamboa, Mauricio Pochettino, Julio Saldaña – Alfredo Berti, Eduardo Berizzo, Gerardo Martino (Fabián Garfagnoli), Julio Alberto Zamora – Ricardo Lunari, Alfredo Mendoza (Cristian Domizzi) Cheftrainer: Marcelo Bielsa | Zetti – Cafu, Zago, Ronaldão, Ivan – Adílson, Pintado, Raí, Palhinha (Macedo) – Müller, Elivélton Cheftrainer: Telê Santana                                             | FC São Paulo |
| Newell’s Old Boys                                                   | 1:0 Berizzo (39.) | | FC São Paulo |
| 10. Juni 1992 in Rosario, Argentinien (Estadio Gigante de Arroyito) | | |              |
| Ergebnis: 1:0 (1:0)                                                 | | |              |
| Zuschauer: 35.000                                                   | | |              |
| Schiedsrichter: Hernán Silva ( Chile)                               | | |              |

### Rückspiel
| FC São Paulo                                               | FC São Paulo | Newell’s Old Boys | Newell’s Old Boys |
| ---------------------------------------------------------- | --- | --- | ----------------- |
| FC São Paulo                                               | \| 17. Juni 1992 in São Paulo, Brasilien (Estádio do Morumbi) \| \| Ergebnis: 1:0 n. V. (1:0, 0:0), 3:2 i. E. \| \| Zuschauer: 105.200 \| \| Schiedsrichter: José Joaquín Torres ( Kolumbien) \| | \| 17. Juni 1992 in São Paulo, Brasilien (Estádio do Morumbi) \| \| Ergebnis: 1:0 n. V. (1:0, 0:0), 3:2 i. E. \| \| Zuschauer: 105.200 \| \| Schiedsrichter: José Joaquín Torres ( Kolumbien) \|                                                  | Newell’s Old Boys |
| FC São Paulo                                               | Zetti – Cafu, Zago, Ronaldão, Ivan – Adílson, Pintado, Raí, Palhinha – Müller (Macedo), Elivélton Cheftrainer: Telê Santana                                                                      | Norberto Scoponi – Juan Llop, Fernando Andrés Gamboa, Mauricio Pochettino, Julio Saldaña – Alfredo Berti, Eduardo Berizzo, Gerardo Martino (Cristian Domizzi), Julio Alberto Zamora – Ricardo Lunari, Alfredo Mendoza Cheftrainer: Marcelo Bielsa | Newell’s Old Boys |
| FC São Paulo                                               | 1:0 Raí (65.) | | Newell’s Old Boys |
| FC São Paulo                                               | Elfmeterschießen | | Newell’s Old Boys |
| FC São Paulo                                               | 1:0 Raí 2:1 Ivan Ronaldão verschießt 3:2 Cafu | Eduardo Berizzo verschießt 1:1 Julio Alberto Zamora 2:2 Juan Llop Alfredo Mendoza Sulewski verschießt Fernando Andrés Gamboa verschießt | Newell’s Old Boys |
| 17. Juni 1992 in São Paulo, Brasilien (Estádio do Morumbi) | | |                   |
| Ergebnis: 1:0 n. V. (1:0, 0:0), 3:2 i. E.                  | | |                   |
| Zuschauer: 105.200                                         | | |                   |
| Schiedsrichter: José Joaquín Torres ( Kolumbien)           | | |                   |